# Howard Brubeck
Howard (Rengstorff) Brubeck (* 11. Juli 1916 in Concord (Kalifornien); † 16. Februar 1993 in Escondido (Kalifornien)) war ein US-amerikanischer Komponist und Musikpädagoge.

## Leben und Werk
Howard Brubeck, älterer Bruder des Jazzpianisten und Komponisten Dave Brubeck, studierte Musik zunächst am San Francisco State College (Bachelor of Arts 1938), dann am Mills College (Master of Arts 1941), wo er Schüler von Darius Milhaud wurde. Nach wenigen Jahren als Highschool-Lehrer kam er als Assistent von Milhaud wiederum an das Mills College. 1950 wechselte er als Lehrer für Komposition an das San Diego State College und leitete ab 1953 die Musikabteilung am Palomar Junior College in San Marcos. Ab 1966 war er Dekan für Geisteswissenschaften am Palomar College und trat 1978 in den Ruhestand.
In den Kompositionen von Howard Brubeck sind Einflüsse von Milhaud und Aaron Copland spürbar. Einige kombinieren ein improvisierendes Jazzensemble mit einem Orchester, das einem streng vorgegebenen Notentext folgt. Dies gilt auch für seine bekannteste Komposition, Dialogues for Jazz Combo and Orchestra, die am 10. Dezember 1959 in der Carnegie Hall zur Uraufführung kamen, mit dem Dave Brubeck Quartet und der New York Philharmonic unter der Leitung von Leonard Bernstein. 
Brubeck schuf auch Werke für Musiktheater (Schauspiel-, Ballettmusik), Filmmusik, Vokal- und Kammermusik. Howard Brubeck adaptierte bzw. arrangierte zahlreiche Klaviersoli seines Bruders Dave für den Druck. 1966 stellte er seine kompositorische Tätigkeit weitgehend ein.